# Region Ségou
Die Region Ségou liegt im Süden der Republik Mali. Sie hat 2.336.255 Einwohner (Zensus 2009) auf einer Fläche von 64.947 km² (dies entspricht etwa 5 % der Fläche Malis). Die wichtigsten Städte sind Ségou, Markala und Niono.
Kreise: Bla, Barouéli, Macina, Niono, Ségou, San, Tominian.